# La Marseillaise de la Commune
La Marseillaise de la Commune fu l'inno (non ufficiale) della Comune rivoluzionaria di Parigi nel 1871, il testo (composto da Julie Favre) è cantato sulle note della Marsigliese, ma ha un forte tono insurrezionale più che nazionalista, infatti incita il popolo francese a insorgere contro il neo governo repubblicano per dare inizio ad una rivoluzione socialista.

## Il testo
| Francese | Italiano |
| --- | --- |
| Français! Ne soyons plus esclaves!, Sous le drapeau, rallions-nous, Sous nos pas, brisons les entraves, (×2) Quatre-vingt-neuf, réveillez-vous Frappons du dernier anathème Ceux qui, par un stupide orgueil, Ont ouvert le sombre cercueil De nos frères morts sans emblème. Refrain Chantons la liberté, Défendons la cité, Marchons, marchons, sans souverain, Le peuple aura du pain. Depuis vingt ans que tu sommeilles, Peuple français, réveille-toi, L’heure qui sonne à tes oreilles, (×2) C’est l’heure du salut pour toi. Peuple, debout ! que la victoire Guide au combat tes fiers guerriers, Rends à la France ses lauriers, Son rang et son antique gloire. Refrain Les voyez-vous ces mille braves Marcher à l’immortalité, Le maître a vendu ses esclaves, (×2) Et nous chantons la liberté. Non, plus de rois, plus de couronnes, Assez de sang, assez de deuil, Que l’oubli dans son froid linceul Enveloppe sceptres et trônes. Refrain Plus de sanglots dans les chaumières Quand le conscrit part du foyer; Laissez, laissez, les pauvres mères (×2) Près de leurs fils s’agenouiller. Progrès ! que ta vive lumière Descende sur tous nos enfants, Que l’homme soit libre en ses champs, Que l’impôt ne soit plus barrière. Refrain N’exaltez plus vos lois nouvelles, Le peuple est sourd à vos accents, Assez de phrases solennelles, (×2) Assez de mots vides de sens. Français, la plus belle victoire, C’est la conquête de tes droits, Ce sont là tes plus beaux exploits Que puisse enregistrer l’histoire. Refrain Peuple, que l’honneur soit ton guide, Que la justice soit tes lois, Que l’ouvrier ne soit plus avide (×2) Du manteau qui couvrait nos rois. Que du sein de la nuit profonde Où l’enchaînait la royauté, Le flambeau de la Liberté S’élève et brille sur le monde! Refrain | Francesi, non siamo più schiavi! Sotto la bandiera, raduniamoci. Sotto i nostri piedi, rompiamo le barriere, Ottantanove, svegliati. (bis) Colpiamo con l'ultimo anatema coloro che, per stupido orgoglio, aprirono l'oscura bara dei nostri fratelli morti senza emblema. Ritornello: cantiamo di libertà, difendiamo la città, marciamo, marciamo, senza sovrano, il popolo avrà pane. Per vent'anni che dormi, Francesi, svegliati, L'ora che suona nelle tue orecchie, È l'ora della salvezza per te. (Due volte) Gente, alzatevi! Possa la vittoria Guida i tuoi orgogliosi guerrieri in battaglia, Restituisci alla Francia i suoi allori, il suo rango e la sua antica gloria. (ritornello) Vedi questi mille uomini coraggiosi che camminano verso l'immortalità, il padrone ha venduto i suoi schiavi e noi cantiamo della libertà. (bis) No, non più re, non più corone, abbastanza sangue, abbastanza lutto, Quell'oblio nel suo freddo sudario avvolge scettri e troni. (ritornello) Niente più singhiozzi nelle case Quando il coscritto esce di casa; Lasciate, lasciate che le povere madri Dai loro figli si inginocchino. (bis) Progresso! Possa la tua luce splendente scendere su tutti i nostri figli, Possa l'uomo essere libero nei suoi campi, Possa le tasse non essere più una barriera. (ritornello) Non esaltare più le tue nuove leggi, Le persone sono sorde ai tuoi accenti, Basta frasi solenni, Basta parole vuote. (bis) Francese, la vittoria più bella, è la conquista dei tuoi diritti, queste sono le tue gesta più belle che la storia può registrare. (ritornello) Gente, che l'onore sia la vostra guida, che la giustizia sia le vostre leggi, che l'operaio non sia più avido del manto che copriva i nostri re. (bis) Che ne è stato della sua notte profonda Dove i reali lo hanno incatenato, La torcia della Libertà si alza e risplende sul mondo! (ritornello) |